# Philippe le Clément de Saint-Marcq

Wapen van de familie le Clément de Taintignies en le Clément de Saint-Marcq

Philippe Louis Joseph le Clément de Saint-Marcq (Taintignies, 2 mei 1755 - Lowingen, 17 mei 1836) was een edelman met zowel Noord-Franse als Zuid-Nederlandse wortels.

## Levensloop
De familie Le Clément behoorde minstens vanaf de zeventiende eeuw tot de adel in Artesië en Frans-Henegouwen. Philippe le Clément verkreeg in 1692 de erfelijke titel ridder vanwege koning Lodewijk XIV van Frankrijk.
Een kleinzoon, ridder Philippe-Alexandre le Clément, was heer van Saint-Marcq en Taintignies, majoor in een Artesisch regiment en getrouwd met Marie-Thérèse d'Ostrel, vrouwe van Flers. Hun zoon, Philippe Marie Joseph le Clément de Taintignies, oudere broer van Philippe-Louis, verkreeg in 1777 de titel baron in de Oostenrijkse Nederlanden.
In 1800 trouwde Philippe-Louis in Luingne met Albertine Beghin (1774-1831). Het echtpaar ging wonen in Lowingen en kreeg er een dochter en twee zoons, Alexandre en Phiippe (zie hierna). Hij werd officier in het regiment Royal-Suédois in dienst van het Franse keizerrijk.
Zoals zijn broer koos Philippe-Louis definitief voor de Zuidelijke Nederlanden en werd onder het Verenigd Koninkrijk der Nederlanden in 1827 erkend in de erfelijke adel. Hij kreeg de titel ridder, overdraagbaar op alle mannelijke afstammelingen.

## Alexandre le Clément de Saint-Marcq
- Alexandre Joseph le Clément de Saint-Marcq (1801-1851), majoor van de Burgerwacht, luitenant-kolonel van de Burgerwacht voor de landelijke gemeenten rond Kortrijk, trouwde met Joséphine Jamot (1807-1891)
  - Alexandre Joseph le Clément de Saint-Marcq (1829-1873) trouwde met Catherine Staes (1833-1913).
    - Georges le Clément de Saint-Marcq (1865-1956) trouwde met Marie-Antoinette Van Cauwenberghe (1862-1943). Ze hadden twee dochters en een zoon maar zonder verdere mannelijke afstamming.

  - Albéric Joseph le Clément de Saint-Marcq (1838-1907) trouwde met Charlotte de Fabribeckers (1848-1881).
    - Joseph le Clément de Saint-Marcq (1874-1949) trouwde met Anaïs Burton (1877-1937). Met afstammelingen tot heden.
    - Albéric le Clément de Saint-Marcq (1875-1937) trouwde met Geneviève de Vigneron (1881-1957).
      - José le Clément de Saint-Marcq (1917-1982), burgemeester van Edingen, trouwde met Marguerite Empain (1917-2006), dochter van baron François Empain en Ghislaine Descantons de Montblanc. Ze kregen negen kinderen, met afstammelingen tot heden.

    - Charles le Clément de Saint-Marcq (1877-1941) trouwde met Maria Orban (1885-1957). Ze kregen negen kinderen, met afstammelingen tot heden.

## Philippe le Clément de Saint-Marcq
Philippe Hubert Moïse le Clément de Saint-Marcq (1803-1876) trouwde met Justine le Maistre d'Anstaing (1806-1860). Ze kregen twee zoons maar in de volgende generatie was deze familietak uitgedoofd.